# Woodhouse Colliery
Woodhouse Colliery (Вугільна шахта «Вудгауз») — вугільна шахта, що будується поблизу міста Вайтхевен в Камбрії (Англія). Проектом передбачене будівництво першої вугільної шахти в Англії після Asfordby Colliery (з 1987 року). Очікується, що нова копальня забезпечить робочими місцями бідні райони; водночас, проект піддається критиці з боку зелених. У 2019 році графство Камбрія надало дозвіл на проектування.
Нову шахту не слід плутати з колишньою вугільною шахтою Woodhouse в місті Бішоп Окленд (Дарем), яка працювала у період між 1835 та 1934 роками.

## Історія
У червні 2014 року компанія West Cumbria Mining оголосила про намір інвестувати 14,7 мільйона фунтів у проект розробки коксівного вугілля вищої якості під морем поблизу Вайтхевена. Проект розпочався раніше, в рамках пошуку та газифікації вугілля для енергетичного використання, але коли було оцінено якість вугілля, це стало причиною переглянути його призначення з метою використання для виготовлення сталі. Таким чином, надалі передбачається використовувати вугілля лише для коксування, а не для енергогенерації. Падіння цін на енергетичне вугілля на світових ринках також спричинило закриття шахт, що видобували лише енергетичні марки вугілля.
Шахта має стати першою глибокою вугільною шахтою в Англії з моменту затоплення Asfordby Colliery в 1987 році.
Шахта зможе видобувати понад 3 млн тонн вугілля на рік з ділянки під Ірландським морем площею 200 км2. Прихильники схеми зазначають, що Британія імпортує 6 млн тонн коксу на рік — більшістю з Австралії та США.
Шахта використовуватиме наявні гірничі виробки з попередніх копалень з видобутку вугілля та ангідриту. Промисловий майданчик шахти буде розташований на колишній території Marchon chemical works, недалеко від Haig Colliery та у передмісті Вудгауз, що знаходиться на південь від центру міста Вайтхевен у Камбрії. Передбачається розробка вугільного пласта до максимальної глибини 550 м.
У 2017 році геологічна команда здійснювала офшорне буріння біля мису Сейнт Біс в скельних породах від 25 м нижче морського дна і до глибини 600 м. Це дозволить визначити якість вугілля та перевірити наявність будь-яких геологічних умов, які могли б вплинути на проектування шахти.
Очікується, що шахта працюватиме 50 років та забезпечить працевлаштування 500 робітників. Запаси шахтного поля оцінюються у 750 млн тонн. 80 % видобутку з шахти обіцяють переправляти на насипний Редкар. Конвеєр перемістить вугілля на відстань 2,5 км — з промислового майданчика на навантажувач. Щодня, із суботою включно, курсуватимуть до 6 потягів, хоча компанія визнає, що збільшення руху на залізниці вимагатиме покращення сигналізації на залізничній лінії Cumbrian Coast line. Крім того, West Cumbria Mining подала заявку на встановлення сонячної ферми площею 240 га, яка має забезпечити 40 % потреб в електроенергії для гірничих робіт.
West Cumbria Mining належить EMR Capital, компанії, що базується в Австралії, яка вклала понад 20 млн фунтів стерлінгів в підприємство до червня 2017 року. За прогнозами, ще 200 млн фунтів стерлінгів  планується витратити на остаточне випробування, придбання прав та введення в експлуатацію шахти. Очікується, що власне копальня коштуватиме близько 165 млн фунтів.
Перспектива першої в Англії нової вугільної шахти за понад 30 років викликала гнів у частині місцевої громади, з початком виступів групи активістів («38 Degrees») під гаслом «Залишимо камбрійське вугілля в глибині» (англ. "Keep Cumbrian coal in the hole". Мітингувальники зазначили, що підземні робот розвиватимуться у 8 км від басейнів з відпрацьованим ядерним паливом комплексу Селлафілд, а також посилаються на близькість шахти до запропонованого нового ядерного об'єкта в Мурсайді. Іншу стурбованість викликає поширеність метану в Камберлендському вугільному родовищі. Протестна група зазначила, що небезпечні рівні газу зробили цей регіон ідеальним тестовим майданчиком лампи Деві в 1816 році.

### Схвалення та апеляції
У березні 2019 року засідання планового комітету округу Камбрія одностайно проголосувало за проект, посилаючись на «відчайдушну потребу в робочих місцях, особливо у занедбаних районах поблизу запропонованої нової шахти». Зелені активісти анонсували початок позовної діяльності. Прес-секретар South Lakes Action on Climate Change заявив, що шахта «повністю підірве шанси Камбрії досягти мети щодо викидів».
У листопаді 2019 року уряд вирішив не втручатися в апеляційний процес і констатував, що «…Рада [графства Камбрія] повинна ухвалити рішення». Роботи на майданчику, як очікується, розпочнуться в 2020 році, із стартом видобування вугілля в 2022 році.